# Snofruchaef
Snofruchaef (nach anderer Lesung Chaefsnofru) war ein Prinz der altägyptischen 4. Dynastie. Er war ein Sohn des Wesirs Nefermaat und somit ein Urenkel von Pharao Snofru. Reliefs aus seinem Grab zeigen zwei Söhne, deren Namen jedoch unbekannt sind.

## Sein Grab
Snofruchaef gehört die Mastaba G 7070 auf dem Ostfriedhof der Cheops-Pyramide. Sie enthielt einen unbeschrifteten Sarkophag, der sich heute im Ägyptischen Museum in Kairo befindet. Die Opferkapelle der Grabanlage enthält neben anderen Reliefs auch eine genealogische Inschrift, die Snofruchaef hinter seinem königlichen Urgroßvater Snofru, seiner Großmutter Neferetkau und seinem Vater Nefermaat einreiht. Kurt Sethe gelangte aufgrund dieser Inschrift zu der irrtümlichen Annahme, Snofru hätte mit seiner eigenen Tochter einen Sohn gezeugt. Neuere Funde von George Andrew Reisner haben diese Theorie allerdings widerlegt.